# Rangel (municipalité)
Pour les articles homonymes, voir Rangel.
Rangel est l'une des vingt-trois municipalités de l'État de Mérida au Venezuela. Son chef-lieu est Mucuchíes. En 2011, la population s'élève à 19 008 habitants.

## Étymologie
La municipalité est nommée en l'honneur du militaire et héros national de la Guerre d'indépendance du Venezuela, José Antonio Rangel (1788-1821).

## Géographie

### Subdivisions
La municipalité possède quatre paroisses civiles et une parroquia capital, traduite ici par « capitale » (en italiques et suivie d'une astérisque) avec, chacune à sa tête, une capitale (entre parenthèses) :
- Cacute (Cacute) ;
- Capitale Rangel * (Mucuchíes) ;
- La Toma (La Toma) ;
- Mucurubá (Mucurubá) ;
- San Rafael (San Rafael).